# Рожищенский завод сельскохозяйственного машиностроения
Рожищенский завод сельскохозяйственного машиностроения (укр. Рожищенський завод сільськогосподарського машинобудування) (Рожищесельмаш) — промышленное предприятие в городе Рожище Рожищенского района Волынской области Украины.

## История
Предприятие было построено в 1950-1955 годы и введено в эксплуатацию как Рожищенские межрайонные мастерские капитального ремонта машин, а в дальнейшем преобразовано в Рожищенский ремонтный завод. Завод несколько раз расширялся.
В 1964 году на заводе был введён в эксплуатацию литейный цех.
К началу 1970х годов завод специализировался на ремонте двигателей тракторов, а также изготавливал сельскохозяйственные машины и насосы.
В 1980е годы предприятие получило новое наименование - Рожищенский завод машиностроения животноводческих комплексов и ферм «Рожищеферммаш» им. XXVI съезда КПСС и специализировалось на производстве кормораздатчиков для свиноводческих ферм (КС-1,5 и др.).
В целом, в советское время завод входил в число крупнейших предприятий города.
После провозглашения независимости Украины завод перешёл в ведение министерства машиностроения, военно-промышленного комплекса и конверсии Украины.
В мае 1995 года Кабинет министров Украины утвердил решение о приватизации завода сельхозмашиностроения, после чего в декабре 1995 года государственное предприятие было преобразовано в открытое акционерное общество.

## Современное состояние
Завод производит запасные части к сельскохозяйственным машинам и осуществляет ремонт сельскохозяйственной техники.